# Слатіна (округ Левіце)
Слатіна (словац. Slatina) — село, громада округу Левіце, Нітранський край. Кадастрова площа громади — 9.51 км².
Населення 317 осіб (станом на 31 грудня 2018 року).

## Історія
Слатіна згадується 1245 року.

## Населення
| Рік:            | 1994. | 2004.    | 2014.   | 2024.   |
| --------------- | ----- | -------- | ------- | ------- |
| Кількість осіб: | 312   | 359      | 335     | 329     |
| Різниця:        |       | +15,06 % | -6,68 % | -1,79 % |

| Рік:            | 2023. | 2024.   |
| --------------- | ----- | ------- |
| Кількість осіб: | 324   | 329     |
| Різниця:        |       | +1,54 % |